# Dia Mundial das Leguminosas
O Dia Mundial das Leguminosas, comemorado em todo o mundo no dia 10 de Fevereiro, foi instituído no dia 20 de Dezembro de 2018, pela FAO (Organização das Nações Unidas para Alimentação e Agricultura) e tem como objectivo promover os benefícios nutricionais das leguminosas e a sua importância para a manutenção de sistemas alimentares sustentáveis e a erradicação da fome mundial.

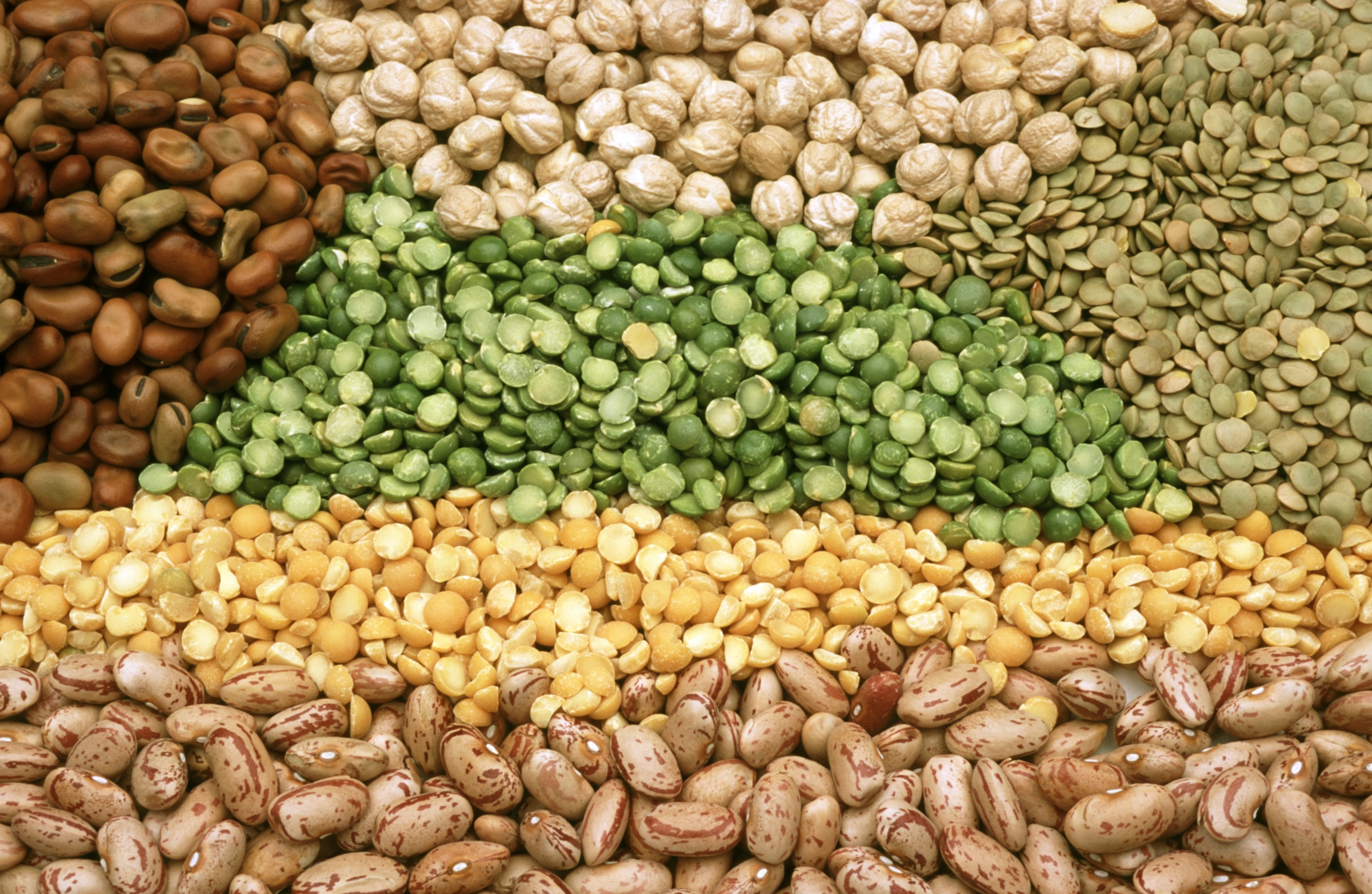
Leguminosas: favas, grão, lentilhas, feijão.

## História
Instituído pela Organização das Nações Unidas para Alimentação e Agricultura (FAO), foi proposto pelo Burkina Faso e ratificado pela Assembleia Geral das Nações Unidas que decorreu em Roma, no dia 20 de Dezembro de 2018 e começou a ser comemorado no ano seguinte. 
A criação deste dia comemorativo dá-se na sequência do bem-sucedido Ano Internacional das Leguminosas celebrado em 2016. 

## Objectivos
Através da celebração deste dia, liderada pela FAO, a ONU pretende chamar a atenção para a importância destes alimentos para a segurança alimentar, a agricultura e sustentabilidade de vários países.
Uma vez que para além de serem uma boa fonte de proteínas quando a carne e os derivados do leite não estão disponíveis, têm a capacidade de fixar o nitrogénio nos solos, o que se traduz numa menor necessidade de fertilizantes químicos, são mais resistentes à seca e geadas. Isto faz com que a actividade agrícola seja mais sustentável e a biodiversidade preservada.
Para além disto, as leguminosas são ricas em fibras, antioxidantes, ácido fólico, ferro e não têm gordura o que faz com que seja recomendadas no tratamento de doenças como a diabetes e cardíacas.